# Chorebus talpigo
Chorebus talpigo är en stekelart som beskrevs av Papp 2005. Chorebus talpigo ingår i släktet Chorebus och familjen bracksteklar. Inga underarter finns listade i Catalogue of Life.